# Bergdietikon
Bergdietikon (toponimo tedesco; dal 1803 al 1840 Berggemeinde Dietikon) è un comune svizzero di 2 830 abitanti del Canton Argovia, nel distretto di Baden.

## Monumenti e luoghi d'interesse

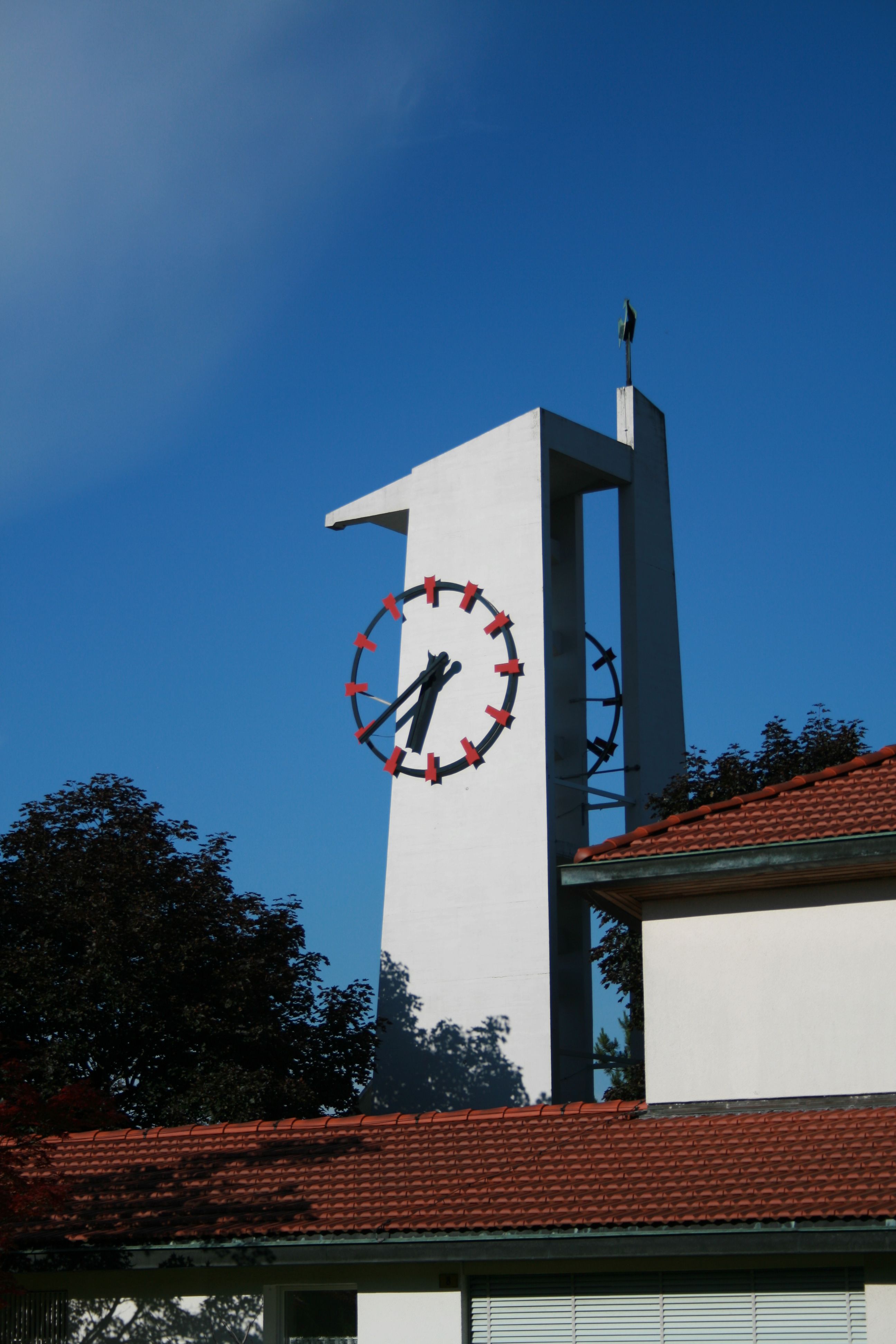
La chiesa riformata

- Chiesa riformata, eretta nel 1961[1].

## Società

### Evoluzione demografica
L'evoluzione demografica è riportata nella seguente tabella:
Abitanti censiti

## Geografia antropica

### Frazioni
- Baltenswil
- Bernold
- Gwinden
- Herrenberg
- Kindhausen
- Schönenberg

## Amministrazione
Ogni famiglia originaria del luogo fa parte del cosiddetto comune patriziale e ha la responsabilità della manutenzione di ogni bene ricadente all'interno dei confini del comune.